# Neumühle (Amberg)
Neumühle ist ein in der Oberpfalz gelegenes Dorf, das ein Gemeindeteil von Amberg ist.

## Lage
Der Ort befindet sich in der Region Oberpfälzer Jura und liegt in der nach der ehemaligen Gemeinde Ammersricht benannten Gemarkung. Neumühle selbst ist einer von 23 Ortsteilen der kreisfreien Stadt Amberg. Die Ortsmitte der Kernstadt liegt etwa zweieinhalb Kilometer entfernt und Sulzbach-Rosenberg neun Kilometer.

## Verkehr
Die Bundesstraße 299 verläuft am östlichen Ortsrand des Dorfes.

## Kultur und Sehenswürdigkeiten

### Bauwerke
Im nördlichen Ortsbereich von Neumühle gibt es mit dem Schloss Neumühle ein denkmalgeschütztes Bauwerk.